# Tour du Finistère 2015
Il Tour du Finistère 2015, trentesima edizione della corsa e valida come evento dell'UCI Europe Tour 2015 categoria 1.1, valido anche come settimo evento della Coppa di Francia, si svolse il 18 aprile 2015 su un percorso totale di 189,2 km. Fu vinto dal belga Tim De Troyer che terminò la gara in 4h48'42", alla media di 39,317 km/h.

## Squadre e corridori partecipanti
Partirono da Saint-Évarzec 103 corridori mentre al traguardo portarono a termine la gara 67 ciclisti.
| N.      | Cod. | Squadra                      |
| ------- | ---- | ---------------------------- |
| 1-8     | WBC  | Wallonie-Bruxelles           |
| 11-18   | ALM  | AG2R La Mondiale             |
| 21-28   | FDJ  | FDJ.fr                       |
| 31-38   | EUC  | Team Europcar                |
| 41-48   | BSE  | Bretagne-Séché Environnement |
| 51-57   | COF  | Cofidis                      |
| 61-67   | WGG  | Wanty-Groupe Gobert          |
| 71-78   | AUB  | Auber 93                     |
| 81-88   | RLM  | Roubaix Lille Métropole      |
| 91-98   | M13  | Marseille 13-KTM             |
| 101-108 | VER  | Veranclassic-Ekoï            |
| 111-115 | MUR  | Murias Taldea                |
| 121-128 | AMO  | Amore & Vita-Selle SMP       |
| 131-138 | VBG  | Team Vorarlberg              |
| 141-148 | ADT  | Armée de Terre               |

## Classifiche finali

### Ordine d'arrivo (Top 10)
| Pos. | Corridore           | Squadra             | Tempo    |
| ---- | ------------------- | ------------------- | -------- |
| 1    | Tim De Troyer       | Wanty               | 4h48'42" |
| 2    | Jérôme Baugnies     | Wanty-Groupe Gobert | a 9"     |
| 3    | Julien Simon        | Cofidis             | s.t.     |
| 4    | Alexandre Geniez    | FDJ                 | s.t.     |
| 5    | Julien Antomarchi   | Roubaix             | s.t.     |
| 6    | Maxime Renault      | Auber 93            | s.t.     |
| 7    | Frederik Backaert   | Wanty               | s.t.     |
| 8    | Jonathan Hivert     | Bretagne            | s.t.     |
| 9    | Julien Guay         | Auber 93            | s.t.     |
| 10   | Ignatas Konovalovas | Marseille 13-KTM    | s.t.     |

### Classifica Sprint
| Pos. | Corridore      | Squadra        | Punti |
| ---- | -------------- | -------------- | ----- |
| 1    | Yoann Barbas   | Armée de Terre | 8     |
| 2    | Quentin Pacher | Armée de Terre | 8     |
| 3    | Geoffrey Soupe | Cofidis        | 5     |

### Classifica giovani
| Pos. | Corridore       | Squadra        | Tempo    |
| ---- | --------------- | -------------- | -------- |
| 1    | Quentin Pacher  | Armée de Terre | 4h49'00" |
| 2    | Kévin Lebreton  | Armée de Terre | a 23"    |
| 3    | Alexis Gougeard | AG2R           | a 28"    |